# Dr. Acula
A Dr. Acula amerikai deathcore együttes volt.

## Története
A New York állambeli Long Island-en alakultak. Nevük Mitch Hedberg humorista egyik poénjából származik. Az együttesre jellemző a humor, hiszen gyakran szatirizálják a jelenlegi trendeket és a Long Island-ről származó zenekarokat. Sok daluk is humoros címmel rendelkezik, például: "The Cuckoo Clock of Doom", "How I Got My Shrunken Head", "Piano Lessons Can Be Murder". Pályafutásuk alatt öt nagylemezt, két demót és egy válogatáslemezt adtak ki. 2012 októberében feloszlottak. 2015. október 3-án újból összeálltak koncertezés céljából, a koncertet Long Island-en tartották.

## Tagok
- Casey Carrano - ének (2009-2012)
- Bill Grafeo - ének, gitár (2005-2012, 2015)
- Kevin Grafeo - basszusgitár (2009-2012)
- Jesse Ciappa - dob (2010-2012)
- Ricky Ostolaza - gitár (2010-2012)

## Korábbi tagok
- Craig Hecht (2005-2006)
- Rob Accardi - ének (2005-2007, 2015)
- Mike Constantino - dob (2005-2007, 2015)
- Bert Vegas - ének, billentyűk (2005-2008, 2015)
- Lou Figurito - gitár, basszusgitár (2005-2009, 2015)
- Rob "Acula" Guarino - gitár, basszusgitár (2005-2007, 2007-2009, 2015). billentyűk (2008)
- Peter Stolarski - ének (2007), ének, billentyűk (2008-2009)
- William Conway - dob (2007-2008)
- Jon-Erik "Jerik" Pantorno - basszusgitár (2007), ének, billentyűk (2008)
- Eric Wallwork - dob (2008-2009)
- Nick C - basszusgitár (2006-2009)
- Tyler Guida - ének (2009-2012)
- Drew Gripe - dob (2009-2010)
- Joey Simpson (2009-2011)
- Adam Stilletto - gitár (2009-2010)
- William Gipe - gitár (2010)
- Chris Brea - ének (2012)

## Diszkográfia
- Chillogy (demó, 2006)
- Demo 2007
- S.L.O.B. (album, 2007)
- Below Me (album, 2008)
- Slobology (válogatáslemez, 2009)
- The Social Event of the Century (album, 2010)
- Slander (album, 2011)
- Nation (album, 2012)